# Gabriel Anton Splény de Miháldy
Il barone Gabriel Anton Splény de Miháldy (Terňa, 2 ottobre 1734 – Slivník, 1º aprile 1818) è stato un generale austriaco di origini ungheresi.
Fu inoltre il primo governatore della Bucovina (1774-1778).

## Biografia
Figlio del barone Ignaz Pankraz Galeaz Splény de Miháldy, feldmaresciallo del Sacro Romano Impero, ricevette la sua prima educazione alla scuola dei gesuiti di Košice, passando poi all'Accademia militare Teresiana, destinato al servizio diplomatico. Suo padre, invece, lo appassionò all'arte militare a tal punto che nel 1752 decise di aderire all'esercito austriaco col grado di alfiere.
Già capitano nel 39º reggimento di fanteria con lo scoppio della Guerra dei Sette anni, l'8 maggio 1760 venne nominato maggiore ed il 6 febbraio 1768 venne promosso al rango di colonnello, ottenendo il plauso dell' Hofkriegsrat per la distinzione con cui condusse alcune azioni militari.
Conobbe grande fortuna nel corso della Guerra russo-turca del 1774-78 quando, a capo della propria armata composta di tre reggimenti di cavalleria e cinque di fanteria invase la Bucovina, regione con cui l'Austria aveva da tempo questioni per il confine con la Galizia. Durante quest'azione non incontrò quasi resistenza e riuscì con successo ad annettere tale territorio a quelli del Sacro Romano Impero, venendone nominato primo governatore. Durante questo suo periodo amministrativo, tentò di ridurre il numero degli ebrei presenti nella regione istituendo ghetti come avveniva nel resto dell'Austria e dell'Europa dell'epoca. In un primo momento egli considerò a tal proposito anche l'uso della forza, ma la proposta di Splény venne rigettata dal governo che invece propose con successo una tassa sui matrimoni esclusiva per gli ebrei che andava aumentando dal primo figlio in poi ad ogni nuova unione.
Venne contemporaneamente destinato al ruolo di governatore militare della Moldova dove venne sostituito poi dal barone Karl von Enzenberg. Dall'ottobre del 1787 sino all'aprile del 1788 fu inoltre comandante generale a latere della Galizia. Ottenne quindi nel 1789 la croce di cavaliere e poi nel 1790 quella di commendatore dell'Ordine Militare di Maria Teresa. Nel 1791 venne nominato luogotenente della contea di Zabolcser dall'imperatore Leopoldo II.
Allo scoppio delle guerre rivoluzionarie francesi, Splény venne impiegato in Germania dove combatté la Battaglia di Germersheim, quella di Hochstädt e quella di Weyher il 22 luglio 1793 combattendo poi a fianco del feldmaresciallo Wurmser. Venne sconfitto nella Battaglia di Insheim il 12 settembre successivo. Nel 1794 venne destinato al ruolo di comandante della fortezza di Olomouc, in Boemia, carica da cui si dimise l'anno successivo quando venne pensionato. Fu colonnello proprietario del 51º reggimento di fanteria dal 1788 sino alla propria morte. Nel 1795 l'imperatore Francesco II del Sacro Romano Impero lo nominò suo Consigliere Privato. L'ultima azione che lo vide impegnato fu la sua permanenza in Ungheria dal 1796 al 1800 per sedare le locali rivolte aristocratiche.
Morì in Ungheria nel 1818.